# الکساندر سالنیکوف
الکساندر سالنیکوف (اوکراینی: Олександр Петрович Сальников؛ ۳ ژوئیهٔ ۱۹۴۹ – ۱۷ نوامبر ۲۰۱۷) ورزشکار بسکتبال اهل اتحاد جماهیر شوروی سوسیالیستی بود.
وی در مسابقات کشوری و بین‌المللی در مجموع برندهٔ ۱ مدال طلا، ۱ مدال نقره، ۲ مدال برنز شده‌است.